# Escala S
A escala S, ou bitola S, é uma escala comumente usada para trens de ferromodelismo. Essa escala, é algumas vezes referenciada como "escala H1", por ser exatamente metade, em inglês:  Half, da escala 1.

## Características
A escala S, utiliza a relação 1:64, e a bitola dos seus trilhos é de 22,43 mm. Trens na escala S são fabricados em versões tanto para alimentações de CC quanto CA. A escala S, não deve ser confundida com a bitola Standard, uma bitola maior usada para trens de brinquedo no início do século XX.

## Histórico

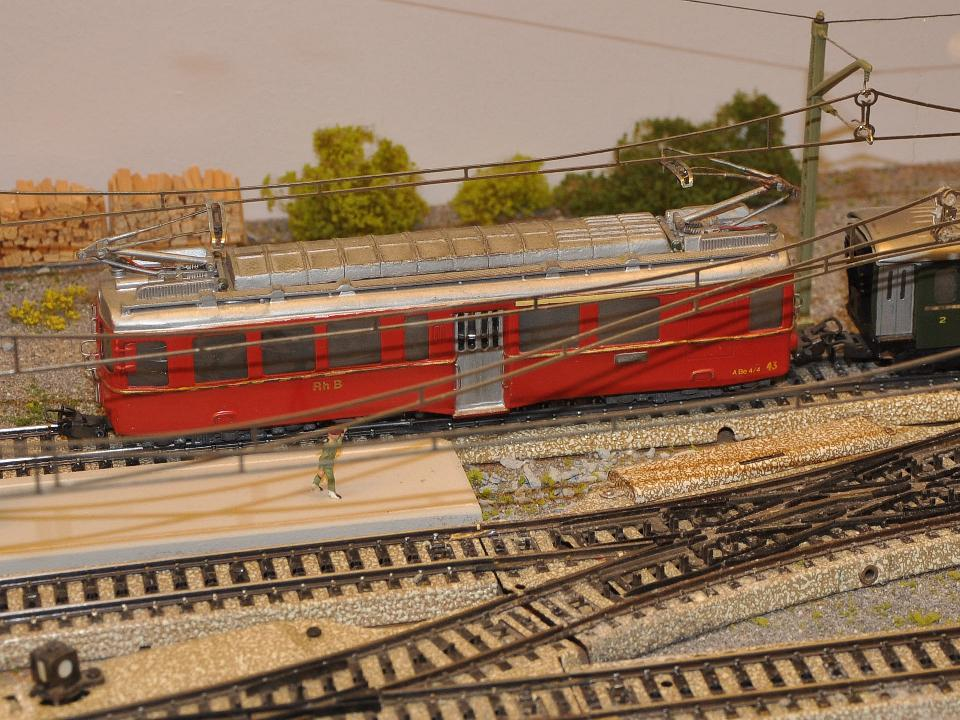
Um modelo do trem elétrico ABe 4/4 43 utilizado na Ferrovia Rética na escala Sm.

A escala S é uma das mais antigas no meio do ferromodelismo. O trem na escala 1:64 mais antigo conhecido, foi feito com cartolina em 1896, e o primeiro modelo funcional surgiu na Inglaterra no início do século XX. A utilização da escala S aumentou durante as décadas de 1930 e 1940, quando a CD Models comercializou modelos de trens nessa escala.
A American Flyer foi um fabricante de trens de chapa de estanho na bitola Standard e na bitola O, sediada em Chicago, Illinois. Ela nunca produziu modelos na escala S. A American Flyer foi vendida para a A. C. Gilbert Company no final da década de 1930. A Gilbert começou a fabricar trens na escala S que rolavam em pistas de três trilhos na bitola O em 1939, tendo esse conjunto recebido a denominação "bitola O 3/16". A Gilbert parou de produzir seus modelos durante a Segunda Guerra Mundial. Depois do fim da guerra, a Gilbert começou a produzir modelos na escala S "verdadeira".
O termo "escala S" foi adotado pela National Model Railroad Association (NMRA) em 1943 para representar a escala que era metade da "bitola 1" que tinha a relação de 1:32. As melhorias e a promoção feitas pela Gilbert na escala de 1:64, pavimentaram o mercado do  ferromodelismo na escala S nos dias de hoje.
O apogeu da escala S aconteceu na década de 1950 (apesar de existirem mais modelos em escala S hoje que naquele período). No entanto, durante aquele período, a Lionel superou as vendas da American Flyer em cerca de 2 para 1. A holding da American Flyer saiu do ramo e a marca foi vendida para uma holding que também detinha os direitos sobre a Lionel em 1967. 
A Lionel reintroduziu modelos de trens e acessórios na escala S sob a marca American Flyer em 1979. Um outro fabricante na escala S, a American Models, entrou no mercado em 1981, e hoje em dia, é um dos maiores fornecedores nessa escala. Um outro grande fornecedor nesse escala, é a S-Helper Service, que tendo iniciado suas operações em 1989, colocou seus primeiros modelos em escala S no mercado em 1990. Alguns fabricantes em escala S usavam carrocerias de bronze em seus modelos, sendo hoje o maior deles a River Raisin Models. Os hobbystas, contam hoje com uma ampla gama de fornecedores e produtos de alta qualidade na escala S, incluindo: locomotivas, vagões, pistas, estruturas, pontes, figuras e outros itens cênicos. 

## Variantes

### Europa
| Escala  | Tipo                 | Bitola do modelo             | Bitola do protótipo      | Extremos reproduzidos   |
| ------- | -------------------- | ---------------------------- | ------------------------ | ----------------------- |
| S       | bitola padrão        | 22,5 mm                      | 1435 mm                  | de 1250 mm até 1700 mm  |
| Sm      | bitola métrica       | 16,5 mm Europeu Continental. | 1000 mm                  | de 850 mm até < 1250 mm |
| Se      | bitola estreita      | 12 mm                        | 750 mm, 760 mm ou 800 mm | de 650 mm até < 850 mm  |
| Si (Sf) | bitola Decauville    | 9 mm                         | 500 mm ou 600 mm         | de 400 mm até < 650 mm  |
| Sp      | bitola superestreita | 6,5 mm                       | 381 mm                   | de 300 mm até < 400 mm  |

### América do Norte
| Escala | Tipo            | Bitola do modelo                         | Bitola do protótipo |
| ------ | --------------- | ---------------------------------------- | ------------------- |
| S      | bitola padrão   | 22,4 mm                                  | 1435 mm             |
| Sn3½   | bitola japonesa | 16,5 mm (a mesma da bitola HO)           | 1067 mm             |
| Sn3    | bitola estreita | 14,3 mm                                  | 914 mm              |
| Sn2½   | bitola estreita | 12 mm                                    | 762 mm              |
| Sn2    | bitola estreita | 10,5 mm (a mesma da bitola HOn3) ou 9 mm | 610 mm              |

## Pistas famosas
A maior pista em escala S nos Estados Unidos é a que faz parte do projeto "Cincinnati in Motion", exibido no Cincinnati Museum Center no Union Terminal.